# Eqrem Basha
Pour les articles homonymes, voir Basha.
Eqrem Basha né en 1948 est un poète et écrivain de langue albanaise. Il vit à Pristina au Kosovo.

## Biographie
Eqrem Basha  est né le 15 novembre 1948 à Dibër en République de Macédoine, (en Yougoslavie à l'époque). Il fait des études de langue et littérature albanaises à l'Université de Pristina. En 1972, il est employé au journal Rilindja où il écrit essentiellement sur l'art figuratif et la télévision. En janvier 1974, il entre à la télévision de Pristina et devient un peu plus tard responsable du programme culturel et artistique. Le 5 juillet 1990, il est exclu de son poste par la police yougoslave.
Après cette période il réside à plusieurs reprises en France, en 1992 à Arles et en 1994 à Paris où en plus d'écrire roman, récit ou poésie, il traduit en albanais des textes dramatiques d'auteurs français.
Il est également traducteur en albanais de textes de Eugène Ionesco, Giuseppe Ungaretti, Samuel Beckett.
En 1994, avec Gani Bobi, Rexhep Ismajli et Shkëlzen Maliqi, il fonde à Peja la maison d'édition Dukagjini où il est encore actuellement éditeur.
C'est en 1971 que son premier recueil de poésie est publié :Shëtitje nëpër mjegull (Promenade dans le brouillard). Une quinzaine d'autres livres suivent ensuite.
Par ailleurs, il fait partie de l'Académie des Sciences et des Arts du Kosovo ,

## Œuvres en albanais
- Zogu i zi (L'oiseau noir), poésie, Skopje, Flaka e vëllazërimit, 1995
- Dyert e heshtjes (Les portes du silence), roman, Pejë, Dukagjini, 2001
- Alpinisti (L'alpiniste), roman, Pejë, Dukagjini, 2004  (ISBN 9951-05-048-4)
- Doktrina e të menduarit vetëm (Doctrine du penseur solitaire), poésie, Pristina, ASHAK, 2006  (ISBN 978-9951-413-44-2)
- Shtëpia e mallit (La maison du désir), récits, Tirana, Ideart, 2009  (ISBN 978-99956-29-09-0)
- Lakorjka e Ik'sit, roman, Pristina, Botimet Koha, 2011  (ISBN 978-9951-417-49-5)
- Varrë (Tombes), roman, Pristina, Botimet Koha Biblioteka ODA, 2012  (ISBN 978-9951-417-67-9)

## Œuvres traduites en français
- Les ombres de la nuit, récits, (trad. Christiane Montécot et Alexandre Zotos), Paris, éditions Fayard. 1999  (ISBN 978-2213-604-50-3)
- L'Homme nu, Anthologie de poèmes traduits de l’albanais (Kosovo) et présentés par Alexandre Zotos. Voix d'encre, 2017.